# Marian Goliński
Marian Tomasz Goliński (ur. 16 lipca 1949 w Radomiu, zm. 11 czerwca 2009 w Andrzejowie Duranowskim) – polski polityk, samorządowiec, leśnik, poseł na Sejm RP III, V i VI kadencji (1997–2001, 2005–2009).

## Życiorys
Ukończył studia na Wydziale Leśnictwa Akademii Rolniczej w Poznaniu, pracował jako urzędnik. W 1990 objął stanowisko burmistrza Szczecinka, które zajmował do 2005.
Pełnił funkcję wiceprezesa Stowarzyszenia Gmin Pojezierza Drawskiego, a także wiceprzewodniczącego Konwentu Wójtów, Burmistrzów i Prezydentów Województwa Koszalińskiego. Był członkiem zarządu Klubu Sukcesu Lokalnego, powołanego przez Europejski Instytut Rozwoju Regionalnego i Lokalnego Uniwersytetu Warszawskiego, a także przewodniczącym Rady Przyjaciół Harcerstwa.
W latach 1997–2001 był posłem III kadencji z listy Akcji Wyborczej Solidarność, w 2001 bezskutecznie ubiegał się o reelekcję. Należał do NSZZ „Solidarność” i Ruchu Społecznego AWS. Później przystąpił do Prawa i Sprawiedliwości i z jego listy w 2005 został wybrany na posła V kadencji w okręgu koszalińskim liczbą 5408 głosów. W wyborach parlamentarnych w 2007 po raz trzeci uzyskał mandat poselski, otrzymując 8352 głosy.
Zginął w wypadku drogowym. Marian Goliński był żonaty, miał czwórkę dzieci, w tym Małgorzatę Golińską.

## Odznaczenia i wyróżnienia
- Krzyż Komandorski Orderu Odrodzenia Polski (pośmiertnie, 2009)[6]
- Złoty (2004)[7] i Srebrny (1998)[8] Krzyż Zasługi
- Złota i Srebrna Odznaka honorowa „Za Zasługi dla Ochrony Środowiska i Gospodarki Wodnej”
- Brązowy Medal „Za Zasługi dla Pożarnictwa”
- Nagroda im. Grzegorza Palki w dziedzinie działań w samorządzie lokalnym w znaczeniu ponadlokalnym (2001)[9]
- Laska Skautowa
- Kordelas Leśnika Polskiego